# كارلوس ماتياس سانديس
كارلوس ماتياس سانديس (بالإسبانية: Matías Sandes) مواليد 14 يونيو 1984 في مندوزا، هو لاعب كرة سلة أرجنتيني. بدأ مسيرته الاحترافية في سنة 2001. يلعب مع نادي سان لورينزو في دوري كرة السلة الوطني الأرجنتيني. يحمل الرقم 22. يبلغ طوله 6 قدم 7.5 بوصة (2.0 م). حقق المركز الثاني في بطولة أمم الأمريكتين لكرة السلة 2007.

## المسيرة الاحترافية
لعب مع بوكا جونيورز من سنة 2001 إلى 2006، ثم لعب مع ساسكي باسكونيا في الدوري الإسباني في موسم 2006–2007، ثم لعب مع بالونكيستو فوينلابرادا من سنة 2007 إلى 2010، ثم لعب مع بوكا جونيورز في موسم 2010–2011، ثم لعب مع كويمسا في الدوري الأرجنتيني في موسم 2013–2014، ثم لعب مع بوكا جونيورز في موسم 2014–2015، ثم لعب مع جيمناسيا إيسغريما دي كومودورو ريفادافيا في الدوري الأرجنتيني في موسم 2015–2016، ثم لعب مع سان لورينزو في سنة 2016.

## الميداليات
| الميدالية | المسابقة                             |
| --------- | ------------------------------------ |
| فضية      | بطولة أمم الأمريكتين لكرة السلة 2007 |
| برونزية   | بطولة أمم الأمريكتين لكرة السلة 2009 |

## روابط خارجية
- كارلوس ماتياس سانديس على موقع الاتحاد الدولي لكرة السلة (الإنجليزية)
- كارلوس ماتياس سانديس على موقع الدوري الإسباني لكرة السلة (الإسبانية)
- كارلوس ماتياس سانديس على موقع كرة السلة الأوروبية.كوم (الإنجليزية)
- كارلوس ماتياس سانديس على موقع ريلجم (الإنجليزية)
- كارلوس ماتياس سانديس على موقع بروبوليرز (الإنجليزية)
- كارلوس ماتياس سانديس على موقع سبورتس رفرنس (الإنجليزية)